# Круглый дом (Фримантл)
Круглый дом (англ. Round House) — старейшее из сохранившихся зданий в Западной Австралии.
Строение расположено в городе Фримантл на территории Артур-Хед, исторической части поселения.
Круглый дом был построен в 1830 году, после создания колонии реки Суон. Долгое время он служил в качестве тюрьмы, а после стал участком полиции. В 1929 году Круглый дом был признан историческим памятником Западной Австралии.
С 1982 года объект доступен для публики ежедневно за небольшую плату.